# Línguas eslavas
Línguas eslavas (ou eslávicas) são um grupo de línguas indo-europeias com cerca de 430 milhões de falantes, principalmente no Leste Europeu.
As línguas eslavas são convencionalmente dividas em três subgrupos: oriental, ocidental e meridional, que juntos constituem mais de 20 línguas. 10 desses idiomas possuem status oficial de língua nacional nos países onde são predominantemente falados: russo, ucraniano e bielorrusso (do grupo oriental), polonês, tcheco e eslovaco (do grupo ocidental) e servo-croata, esloveno, búlgaro e macedônio (do grupo meridional).
Geograficamente, as línguas eslavas orientais são faladas nos países da antiga União Soviética, enquanto as línguas eslavas meridionais são faladas nos países da península Balcânica, na região meridional da Europa e nos países que faziam parte da antiga Iugoslávia. As línguas eslavas ocidentais são faladas na Polónia, na Chéquia e na Eslováquia.

## Família
- Indo-europeu
  - Protoeslavo
    - Meridional
      - Oriental
        - Eslavo eclesiástico, búlgaro, macedônio

      - Ocidental
        - Montenegrino, sérvio, bósnio, croata, esloveno.

    - Ocidental
      - Checo, eslovaco
      - Sorábio
      - Lequítico
        - Polábio
        - Polaco, cassúbio, silesiana

    - Oriental
      - Russo, ucraniano, bielorrusso, rusino

## História
Segundo a tradição e os registros escritos, os textos eslavos mais antigos procedem do século IX d.C., quando os missionários cristãos São Cirilo e São Metódio, inventaram o alfabeto que leva o nome do primeiro (cirílico), para traduzir a Bíblia e partes da liturgia ortodoxa para a língua agora denominada eslavo eclesiástico.
Sem dúvida, isto não quer dizer que não haja relatos anteriores sobre os balto-eslávicos e sua língua, sendo os grupos étnicos sclavini, antes e veneti conhecidos já há vários séculos antes do século IX. Desde o século VI d.C. são conhecidas as incursões dos eslavos ao Império Bizantino, o que os levou aos Bálcãs e à Grécia. Os historiadores Procópio de Cesareia e Jordanes nos séculos VI e VII d.C. localizam as tribos eslavas dos sclavini e dos antes ao norte do rio Danúbio, numa faixa que se estende desde o alto Vístula até o Dniepere. Os veneti, conhecidos desde os séculos I e II d.C., não possuem uma localização precisa, mas esta mesma região não estaria longe de suas origens.
Tanto os linguistas quanto os arqueólogos concordam em afirmar que o período entre os séculos V e X d.C. é o da expansão dos eslavos e também o da existência de um protoeslavo comum para todos, produzindo-se como conseqüência dessa expansão geográfica o colapso do protoeslavo e a diversificação nas línguas eslavas atuais. A expansão setentrional e oriental (500-1000 d.C.) dará origem aos russos, bielorrussos e ucranianos. A expansão meridional, cruzando o Danúbio até o Império Bizantino, é a base para búlgaros, macedônios, sérvios, croatas e eslovenos. No oeste, emergem os poloneses, tchecos e eslovacos.

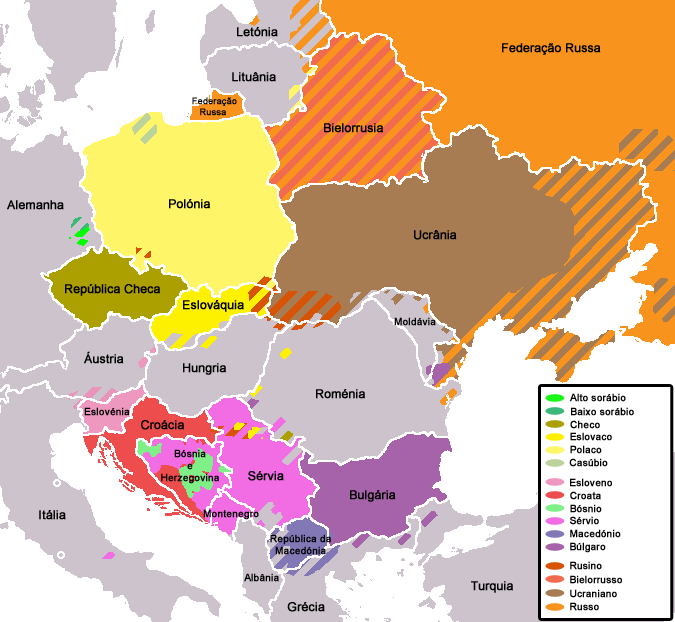
As linguas eslavas

Essa grande diversificação da língua comum eslava ocorre no mesmo período em que o latim se desintegra nas línguas romances, mas sob circunstâncias diferentes. A evidência linguística demonstra que antes do colapso do protoeslavo, os eslavos estavam submetidos a fortes influências linguísticas sobretudo no que se refere a palavras provenientes do germânico (gótico) e do iraniano (sármata). Dos sármatas (ou citas) os eslavos derivam para o protoeslavo palavras para “deus”, “santo” e “paraíso”; inclusive os nomes dos grandes rios da estepe europeia (Don, Dnieper e Dniester), são de origem iraniana.
As línguas eslavas estão estreitamente relacionadas com o grupo báltico (lituano, letão e o extinto antigo prussiano), mas também compartilham certas inovações linguísticas com outros grupos de línguas indo-europeias, como o iraniano e o armênio.

## Escrita
O alfabeto usado para escrever em algumas línguas balto-eslávicas, (Polônia, Eslovênia, Croácia etc., usam o alfabeto latino) está baseado no alfabeto cuja criação se atribui aos irmãos Cirilo e Metódio, missionários gregos do século IV aos eslavos. É o alfabeto cirílico. Os outros povos eslavos, com influência católica, usam o alfabeto romano. Muitas letras do alfabeto cirílico derivam do alfabeto grego e as letras que foram utilizadas para expressar sons que não possuíam equivalente grego foram tomadas do alfabeto hebreu e do alfabeto siríaco.
Outras línguas que usam o alfabeto cirílico são a mongol (apenas na República da Mongólia, porque na Mongólia Interior, que faz parte do território chinês, usa-se o antigo alfabeto mongol para a língua, alfabeto este que tem se tentado ressuscitar também na República da Mongólia), a uzbeque, a cazaque e outras línguas minoritárias pertencentes à região da antiga União Soviética. Não obstante, algumas ex-repúblicas soviéticas estão trocando seus sistemas de escrita do cirílico para o árabe ou o latino.